# 卡夫拉内斯
卡夫拉内斯，是西班牙阿斯图里亚斯的一个市镇。总面积38平方公里，总人口1155人（2001年），人口密度30人/平方公里。